# Neshkoro
Neshkoro is een plaats (village) in de Amerikaanse staat Wisconsin, en valt bestuurlijk gezien onder Marquette County.

## Demografie
Bij de volkstelling in 2000 werd het aantal inwoners vastgesteld op 453. In 2006 is het aantal inwoners door het United States Census Bureau geschat op 449, een daling van 4 (-0,9%).

## Geografie
Volgens het United States Census Bureau beslaat de plaats een oppervlakte van 6,3 km², waarvan 6,1 km² land en 0,2 km² water. Neshkoro ligt op ongeveer 254 m boven zeeniveau.

## Plaatsen in de nabije omgeving
De onderstaande figuur toont nabijgelegen plaatsen in een straal van 24 km rond Neshkoro.